# Jesper Bruun Rasmussen
Jesper Bruun Rasmussen (født 14. oktober 1942 i København) er en dansk auktionarius og bestyrelsesformand for Bruun Rasmussen Kunstauktioner. Han var formand for Auktionslederforeningen fra 1988 til 2016.

## Historie
Bruun Rasmussen er opvokset på Christianshavn og begyndte i 1948 på Østersøgades Gymnasiums grundskole. Efter skoletid tog han ind til faren, Arne Bruun Rasmussen i Bredgade, der havde grundlagt Bruun Rasmussen Kunstauktioner samme år.
Efter realskolen kom Jesper Bruun Rasmussen som 17-årig til London og Paris for at lære sprog og kultur. Som 18-årig vendte han tilbage til Danmark og begyndte at arbejde for Bruun Rasmussen Kunstauktioner i 1961. I slutningen af 1960'erne havde han arbejdet tre måneder hos henholdsvis Sotheby's i London og auktionshuset Parke Bernett i New York City. Da han var midt i 20'erne, var han første gang auktionarius ved en auktion i Bredgade.
Efter farens død i 1985 overtog Jesper Bruun Rasmussen det fulde ejerskab af Bruun Rasmussen Kunstauktioner. Indtil marts 2022 var familien Bruun Rasmussen ejere af virksomheden. I dag er virksomheden ejet af det britiske Bonhams – et af verdens ældste og førende auktionshuse.

## Film og tv
Jesper Bruun Rasmussens debuterede i en spillefilm i 1985, da han i Københavns Lufthavn tilfældigt mødte filminstruktør Henning Carlsen og den canadiske skuespiller Donald Sutherland. De var i København for at optage filmen Oviri om den franske kunstner Paul Gauguin. Det endte med at filmens auktionsscene blev optaget i Bredgade med en udklædt Jesper Bruun Rasmussen i rollen som auktionarius.
Bruun Rasmussen deltog flere gange i programmet Kunstquiz på DR K.

### Auktionshuset
Tv-produktionsselskabet Monday Media har siden 2013 produceret tv-programmerne Auktionshuset, der følger dagligdagen hos Bruun Rasmussen Kunstauktioners ejere og ansatte. Indtil 2016 blev programmerne vist på DR1 med 707.000 seere i gennemsnit i første og 716.000 i anden sæson. I den fjerde og sidste sæson på kanalen fulgte i gennemsnit 595.000 seere med. Fra efteråret 2016 købte TV 2 flere sæsoner af programserien, og første episode blev vist på kanalen 4. oktober 2016. I slutningen af 2017 var der produceret 61 episoder af programmet.

## Privat
Jesper Bruun Rasmussen er søn af Vera og Arne Bruun Rasmussen. Den 27. juni 1970 blev han gift med Birthe Maria Glavind. De har børnene Frederik og Alexa, der begge arbejder i auktionshuset. Parret er bosat i Taarbæk og erhvervede i 2005 et sommerhus i Gammel Skagen for 10.500.000 kr.
Siden 1970'erne har Birthe og Jesper Bruun Rasmussen været nære venner af Dronning Margrethe og Prins Henrik. De har blandt andet fejret nytårsaften sammen. Desuden var Jesper Bruun Rasmussen nær ven til skibsreder Mærsk Mc-Kinney Møller, og efter dennes død, blev hans samling af sølv solgt på auktion hos Bruun Rasmussen, med vennen som auktionarius.